# بوفچه-شبگرد آرچبالد
بوفچه-شبگرد آرچبالد (نام علمی: Aegotheles archboldi) نام یک گونه از سرده شبگرد بوفچه‌ای است.